# Ozarba honesta
Ozarba honesta là một loài bướm đêm trong họ Noctuidae.